# 산가촌 (니가타현)
산가촌(参賀村)은 니가타현 나카쿠비키군에 있던 촌이다. 

## 역사
- 1889년 4월 1일 - 정촌제 시행에 의해  나카쿠비키군 산가촌이 성립하였다.
- 1907년 8월 1일 - 나카쿠비키군 아라이정과 합병해 아라이정이 신설되어 소멸하였다.

## 참고문헌
- 『市町村名変遷辞典』東京堂出版、1990年。